# 迭戈·塔尔德利
迭戈·塔尔德利（葡萄牙語：Diego Tardelli，1985年5月10日—），巴西足球运动员，现效力巴甲球队桑托斯，曾效力于中超山东鲁能泰山足球俱乐部。

## 职业生涯

### 俱乐部
塔尔德利曾效力于圣保罗、皇家贝蒂斯、圣卡埃塔诺、弗拉门戈、米内罗竞技、PSV燕豪芬、安治和加拉法等。
塔爾德利在2015年從米内罗竞技轉會加盟山东鲁能泰山足球俱乐部，效力期間他為球隊出場98次，攻入51球和26助攻，2019年他離開山東泰山，加盟甘美奧。
2021年8月24日，巴甲球隊桑托斯宣佈簽下塔爾德利。和球隊簽署了一份直至2021年年底的合同，另有續約至2022年的選項。

### 国家队
塔尔德利曾代表巴西国家队出场14次，进3球。在2014年10月11日于北京鸟巢举办的巴西-阿根廷南美德比中，塔尔德利梅开二度，帮助球队以2:0赢得比赛。

## 荣誉

### 俱乐部

#### 圣保罗
- 巴西圣保罗州联赛：2005
- 南美解放者杯：2005
- 巴西足球甲级联赛：2007

#### 埃因霍温
- 荷兰足球甲级联赛: 2006–07

#### 弗拉门戈
- 巴西瓜拉纳达杯：2008
- 巴西里约热内卢州联赛：2008

#### 米内罗竞技
- 巴西米内罗州联赛: 2010、2013
- 南美解放者杯：2013
- 南美优胜者杯：2014
- 巴西杯：2014

#### 加拉法
- 卡塔尔酋长杯：2012

#### 山东鲁能泰山
- 中国足球协会超级杯：2015

### 国家队

#### 巴西国家足球队
- 南美超级德比杯：2014

### 个人
- 巴西足球甲级联赛最佳阵容：2009
- 巴西足球甲级联赛射手王：2009
- 亚瑟·费德瑞奇奖：2009